# Sistema di disequazioni
Un sistema di disequazioni è un insieme di 2 o più disequazioni che hanno la stessa incognita; le soluzioni del sistema sono dei valori (di solito reali) che soddisfano contemporaneamente tutte le disequazioni.
Esso può avere una o più incognite, espressamente indicate.
Il grado di un sistema è il prodotto dei gradi delle singole disequazioni. In un sistema di {\displaystyle m} disequazioni ed {\displaystyle n} incognite, il numero delle disequazioni può essere: maggiore del numero delle incognite {\displaystyle (m>n)} uguale al numero delle incognite {\displaystyle (m=n)} minore del numero delle incognite {\displaystyle (m<n)}.
Risolvere un sistema rispetto alle incognite indicate significa determinare l'insieme {\displaystyle S\;} dei valori che, rispettivamente sostituiti ad esse, verificano tutte le disequazioni che lo costituiscono.

## Esempio di sistema di disequazioni di primo grado
{\displaystyle {\begin{cases}x+2>0\\x-5<0\end{cases}}}
che ha come soluzione:{\displaystyle {\begin{cases}x>-2\\x<5\end{cases}}},
ovvero {\displaystyle -2<x<5\;}.

## Sistemi impossibili
- Un sistema di disequazioni può essere impossibile se non c'è un insieme di valori che soddisfino tutte le disequazioni:[2]

{\displaystyle {\begin{cases}x^{2}-1<0\\x-6>0\end{cases}}}
si risolve nel sistema
{\displaystyle {\begin{cases}-1<x<1\\x>6\end{cases}}}
Evidentemente questo non ha soluzioni perché non esiste un numero che stia tra -1 e 1 e sia contemporaneamente maggiore di 6
- Un sistema può anche essere impossibile se almeno una delle sue disequazioni non ha soluzioni:

{\displaystyle {\begin{cases}x^{2}+1<0\\x^{6}-7x+4<0\end{cases}}}
È impossibile perché la prima disequazione non ha soluzioni (all'interno dell'insieme dei numeri reali), e l'intersezione tra un insieme vuoto di soluzioni e un altro insieme di soluzioni è l'insieme vuoto.

## Risoluzione di un sistema di disequazioni polinomiali
Nel caso di una frazione o di un sistema di disequazioni polinomiali si ripete il procedimento per la risoluzione di una disequazione polinomiale, per ogni disequazione del sistema. Nel caso di una frazione vengono discussi fuori dal sistema i segni di numeratore e denominatore. Dopo avere disegnato il diagramma per il prodotto dei segni, per ogni disequazione, resta da farne uno per la risoluzione del sistema.
Il diagramma è nuovamente una retta nella quale si riportano in ordine crescente gli zeri associati a tutte le disequazioni del sistema. La soluzione questa volta però è l'intersezione (un AND) degli intervalli di valori dell'incognita, che saranno separati dal segno di congiunzione. Nel diagramma non si effettua il prodotto dei segni, e da ogni valore parte soltanto una linea continua nel verso positivo (non compaiono linee tratteggiate).
Gli intervalli di valori della soluzione sono quelli per i quali passano tutte le linee (continue) tracciate nel grafico.